# Crescent (음반)
| 전문가 평가                         | 전문가 평가 |
| 평가 점수                           | 평가 점수   |
| 출처                                | 점수        |
| ----------------------------------- | ----------- |
| AllMusic                            | [ 2 ]       |
| Entertainment Weekly                | (positive)  |
| The Penguin Guide to Jazz           | [ 4 ]       |
| The Rolling Stone Jazz Record Guide | [ 5 ]       |
| The Village Voice                   | (positive)  |

《Crescent》는 1964년 7월, 임펄스! 레코드를 통해 발매된 미국의 재즈 음악가이자 작곡가인 존 콜트레인의 스튜디오 음반이다. 콜트레인이 테너 색소폰을 연주하는 것과 함께, 그 음반은 매코이 타이너 (피아노), 지미 게리슨 (더블 베이스), 그리고 엘빈 존스 (드럼)가 독창적인 콜트레인 작곡을 연주하는 것을 특징으로 한다.

## 배경
콜트레인은 원래 LP의 두 곡에 솔로로 참여하지 않고, 발라드 〈Lonnie's Lament〉은 게리슨의 긴 베이스 솔로가 특징이다. 이 음반의 마지막 트랙은 존스의 즉흥곡이다(콜트레인의 테너 색소폰과 게리슨의 베이스가 곡의 시작과 끝에 드문 멜로디 반주를 함). 콜트레인은 이 그룹과 함께 라이브 공연을 하고 사후에 발매된 《Interstellar Space》 (라시드 알리와 함께)와 같은 후속 녹음에서 드럼/색소폰 듀엣을 계속 탐구했다.

## 곡 목록
모든 곡들은 존 콜트레인에 의해 작곡하였다.
| #  | 제목               | 재생 시간 |
| -- | ------------------ | --------- |
| 1. | 〈Crescent〉       | 8:41      |
| 2. | 〈Wise One〉       | 9:00      |
| 3. | 〈Bessie's Blues〉 | 3:22      |

| #  | 제목                | 재생 시간 |
| -- | ------------------- | --------- |
| 4. | 〈Lonnie's Lament〉 | 11:45     |
| 5. | 〈The Drum Thing〉  | 7:22      |